# Rudki (gmina Kraśnik)
Rudki – osada leśna w Polsce położona w województwie lubelskim, w powiecie kraśnickim, w gminie Kraśnik.
W latach 1975–1998 miejscowość administracyjnie należała do województwa lubelskiego.